# Parafia Najświętszego Serca Pana Jezusa w Gogolinie
Parafia Najświętszego Serca Pana Jezusa w Gogolinie – parafia rzymskokatolicka należąca do dekanatu Kamień Śląski diecezji opolskiej. Erygowana w 1903. Kościół parafialny zbudowany w stylu neogotyckim w 1899–1901. Mieści się przy ulicy Strzeleckiej.
24 sierpnia 2023 roku proboszczem parafii został mianowany ks. dr Tomasz Rehlis.